# حارة عمران (البريقة)
حارة عمران هي إحدى حارات حي عمران الواقع بمديرية البريقة التابعة لمحافظة عدن، بلغ تعداد سكانها 1840 نسمة حسب تعداد اليمن لعام 2004.